# Louis Huré
Pour les articles homonymes, voir Huré.
Louis-Michel Huré est un homme politique français né le 12 avril 1802 à Douai (Nord) et mort le 10 août 1852 à Douai. Homme de loi, il est député du Nord en 1848.

## Biographie
Louis-Michel Huré nait le 12 avril 1802 à Douai. Il fait ses études au collège royal Louis-le-Grand. Avocat à Arras et militant libéral, il est un des rédacteurs et avocat du journal Le Propagateur créé par Frédéric Degeorge.
Nommé procureur à Saint-Omer en 1830, il est muté d'office à Avignon en 1833 par le ministre de la justice Félix Barthe, pour avoir refusé de poursuivre les journaux libéraux. Il démissionne alors et redevient avocat à Douai.
En mars 1848, il est nommé procureur général à Amiens. Élu député du Nord en 1848, il siège à gauche. Il est nommé procureur général à Douai en juin 1848 puis, révoqué en juillet 1849 à la suite du voyage du prince président à Amiens, révocation demandée par des députés pour sa tolérance envers les journaux d'opposition et désapprouvée par les élus du Nord. En septembre de la même année, il est nommé président de chambre de la Cour d'appel de Douai.
Il meurt le 10 août 1852 à Douai à la suite d'un accident vasculaire cérébral.

## Sources
- « Louis Huré », dans Adolphe Robert et Gaston Cougny, Dictionnaire des parlementaires français, Edgar Bourloton, 1889-1891 [détail de l’édition]*